# Wereldkampioenschap dammen 2009 (match)
De match om het wereldkampioenschap dammen 2009 werd van 6 t/m 21 juni 2009 gespeeld in Twente door titelverdediger Aleksandr Schwarzman en zijn uitdager Aleksandr Georgiejev. 
De match werd na een barrage beslist in het voordeel van Schwarzman die daarmee het recht verwierf om de titel later in het jaar te verdedigen in het toernooi om het wereldkampioenschap 2009. 
Dat toernooi waarvoor Georgiejev ook geplaatst was zou in Brazilië worden gespeeld maar ging niet door.

## Match
De eerste 4 partijen werden gespeeld in het Nationaal Muziekkwartier in Enschede, de volgende 2 in het gemeentehuis van Twenterand, daarna 4 in het gemeentehuis van Hengelo en de laatste 2 weer in het Nationaal Muziekkwartier in Enschede. 
Alle 12 partijen eindigden in remise waarmee een barrage noodzakelijk werd.
| Rang | Land | Naam                 | 1 | 2 | 3 | 4 | 5 | 6 | 7 | 8 | 9 | 10 | 11 | 12 | punten |
| ---- | ---- | -------------------- | - | - | - | - | - | - | - | - | - | -- | -- | -- | ------ |
| 1    | RUS  | Aleksandr Georgiejev | 1 | 1 | 1 | 1 | 1 | 1 | 1 | 1 | 1 | 1  | 1  | 1  | 12     |
| 2    | RUS  | Aleksandr Schwarzman | 1 | 1 | 1 | 1 | 1 | 1 | 1 | 1 | 1 | 1  | 1  | 1  | 12     |

## Barrage
Op zaterdag 20 juni werden in de Universiteit Twente eerst 3 rapid-partijen (20 minuten per partij en 10 seconden per zet) gespeeld waarvan Georgiejev de 2 met wit in de Keller-variant won. 
Daarna werden drie blitz-partijen (10 minuten per persoon per partij en 5 seconden per zet) gespeeld waarvan Schwarzman met zwart de 1e won omdat Georgiejev in het begin van het middenspel te scherp positiespel speelde. 
De tussenstand na de barragepartijen op zaterdag kwam daarmee op 1-1.
Op zondag 21 juni werden (ooit door Georgiejev geïntroduceerde) micromatches gespeeld. 
Daarbij kregen beide spelers 20 minuten bedenktijd plus 5 seconden bonus per uitgevoerde zet (of eventueel 15 minuten plus 2 seconden als het te lang gaat duren). 
Wanneer de spelers tot remise besluiten wordt de klok met de overgebleven bedenktijd niet teruggedraaid maar worden alleen de schijven weer in slagorde gebracht voor een nieuwe partij, net zo lang tot een winnaar bekend is. 
De 1e micromatch begon om 11 uur en werd in de 4e partij gewonnen door Schwarzman die in het middenspel een sterke centrumomsingeling opzette en na een blunder van Georgiejev in het late middenspel met beslissend voordeel een schijf won. 
De tussenstand kwam hiermee op 2-1 in het voordeel van Schwarzman.
De 2e micromatch begon om 13.30 uur en werd in de 5e partij gewonnen door Schwarzman omdat Georgiejev te veel risico's nam met een combinatie van randspel met een korte vleugel opsluiting. 
In het late middenspel sloeg Schwarzman toe met een lichte doorbraakcombinatie waarmee hij de match met 3-1 won en daarmee zijn 3e wereldtitel veroverde.